# Робърт Дювал
Робърт Дювал (на английски: Robert Duvall) е американски актьор и режисьор, носител на Оскар и на Златен глобус. 

## Биография
Израства във военно семейство, баща му е адмирал. Учи актьорско майсторство в Ню Йорк и през това време работи в пощата в Манхатън. Сприятелява се с Дъстин Хофман и Джийн Хекман, които по това време са също млади, все още неуспели актьори. Кинодебютът му е с филма „Да убиеш присмехулник“ (To Kill a Mockingbird (1962)), за който Грегъри Пек в главната роля получава Оскар. Първата роля с която прави истински пробив обаче е тази на Том Хейгън от филма „Кръстникът“ (The Godfather (1972) and The Godfather Part II (1974)). Друг много успешен филм за него е „Апокалипсис сега“ (Apocalypse Now (1979)). Изразът от този филм „Обичам мириса на напалм сутрин“ (I love the smell of napalm in the morning) се е превърнал в класически за историята на киното.
Получава Оскар за най-добра мъжка роля за филма „Нежно милосърдие“ (Tender Mercies (1983)). През 2007 година получава Еми за ролята си в уестърна „Прекъснат път“ (Broken trail). През 1997 година дебютира като режисьор с филма „Апостол“ (Apostle (1997)), който жъне успех в САЩ и Европа. През 2002 година прави и филма „Убийствено танго“ (Assassination Tango (2002)), посветено на едно от любимите му хобита – тангото. През 2003 година изиграва ролята на генерал Робърт Е. Ли в „Богове и генерали“ (Gods and Generals (2003)).
През 2015 е номиниран за Оскар за ролята си на Джозеф Палмър във филма „Съдията“ (The Judge), където играе с Робърт Дауни Джуниър. Това е седмата му номинация.

## Личен живот
Робърт Дювал е женен 4 пъти:
- Барбара Бенджамин (1964 – 1975)
- Гейл Янгс (1982 – 1986)
- Шерън Брофи (1991 – 1996)
- Лусиана Педраса (2005 – )

Среща Лусиана Пердаса на улица в Буенос Айрес, Аржентина. Родени са на една и съща дата, но тя е с 40 години по-млада. Заедно са от 1997, а от 2005 са женени.
- Любимият му град е Буенос Айрес
- Политическите му възгледи клонят към либертарианство
- Едно от хобитата му е тангото
- Друго негово хоби е футболът

## Избрана филмография
| Година | Филм                                | Оригинално заглавие          | Роля                    | Режисьор            |
| ------ | ----------------------------------- | ---------------------------- | ----------------------- | ------------------- |
| 1962   | Да убиеш присмехулник               | To Kill a Mockingbird        | Артър (Плашилото) Радли | Алън Пакула         |
| 1969   | Непреклонните                       | True Grit                    | Нед Пепър               | Хенри Хатауей       |
| 1970   | Военнополева болница                | MASH                         | Франк Бърнс             | Робърт Олтмън       |
| 1971   | THX 1138                            | THX 1138                     | THX 1138                | Джордж Лукас        |
| 1972   | Кръстникът                          | The Godfather                | Том Хейгън              | Франсис Форд Копола |
| 1972   | Джо Кид                             | Joe Kidd                     | Франк Харлан            | Джон Стърджис       |
| 1974   | Кръстникът 2                        | The Godfather Part II        | Том Хейгън              | Франсис Форд Копола |
| 1975   | Елитните убийци                     | The Killer Elite             | Джордж Хансен           | Сам Пекинпа         |
| 1976   | Телевизионна мрежа                  | Network                      | Франк Хакет             | Сидни Лумет         |
| 1979   | Апокалипсис сега                    | Apocalypse Now               | Полк. Бил Килгор        | Франсис Форд Копола |
| 1981   | Откровени изповеди                  | True Confessions             | Детектив Том Спеласи    | Улу Гросбард        |
| 1990   | Дни на грохот                       | Days of Thunder              | Хари Хог                | Тони Скот           |
| 1993   | Джеронимо: Една американска легенда | Geronimo: An American Legend | Ал Сийбър               | Уолтър Хил          |
| 1998   | Смъртоносно влияние                 | Deep Impact                  | Капитан Спърджън Танер  | Мими Ледър          |
| 2000   | Купата                              | A Shot at Glory              | Гордън МакКлауд         | Майкъл Коренте      |
| 2000   | Да изчезнеш за 60 секунди           | Gone in 60 Seconds           | Ото Халиуел             | Доминик Сена        |
| 2009   | Лудо сърце                          | Crazy Heart                  | Уейн Креймър            | Скот Купър          |